# Юрай Шімек
Юрай Шімек (словац. Juraj Šimek; нар. 29 вересня 1987, Пряшів, Чехословаччина) — словацько—швейцарський хокеїст.

## Ігрова кар'єра
До переїзду в Північну Америку, Шімек грав у Швейцарії, де виступав за основні та молодіжні склади клубів НЛА: «Клотен Флаєрс», СК Берн та ХК «Біль». Після вдалого сезону у складі молодіжної команди «Клотен Флаєрс» в сезоні 2005/06 років, нападник у Драфті НХЛ 2006 року був обраний у шостому раунді, під 167-м номером, клубом НХЛ Ванкувер Канакс.
Сезон 2006/07 років він виступав у клубі ЗХЛ «Брендон Вет Кінгс».  В дебютному сезоні Шімек набрав 57 очок у 58 іграх, отримавши свій перший НХЛ-ий контракт 23 липня 2007 року, з «Ванкувер Канакс». Правда в наступному сезоні дебютував в Американській хокейній лізі за фарм-клуб «Канакса» «Манітоба Мус», де набрав 17 очок в 66 іграх. 6 жовтня 2008 року, разом з Лукашем Крайчеком обміняний в Тампа-Бей Лайтнінг на Мішеля Улле та Шейна О'Браєна.
Відігравши ще два сезони за клуби АХЛ, вирішив повернутись до Європи, де уклав контракт з клубом Серветт-Женева.
У сезоні 2014/15 виступав за фінський клуб ТПС та швейцарський клуб Лугано.
Влітку 2015 повернувся до команди Серветт-Женева за яку відіграв п'ять сезонів. Згодом захищав кольори Рапперсвіль-Йона Лейкерс та Клотен. Сезон 2022–23 словак провів у двох клубах, початок за Пряшів, а весною захищав кольори польської команди ГКС (Катовиці) в складі якого став чемпіоном Польщі.

## На рівні збірних
Брав участь в складі молодіжної збірної Швейцарії на чемпіонаті світу серед молодіжних команд.